# Ndzibetono
Ndzibetono (ou Nzie Betono, Ndzie Betono) est un village du Cameroun situé dans la région du Sud et le département de l'Océan, sur la route qui relie Mvengue à Lolodorf. Il fait partie de la commune de Mvengue.

## Population
En 1966, la population était de 131 habitants, principalement des Ewondo. Lors du recensement de 2005, on y dénombrait 349 personnes.